# St. Georgs-Kolleg

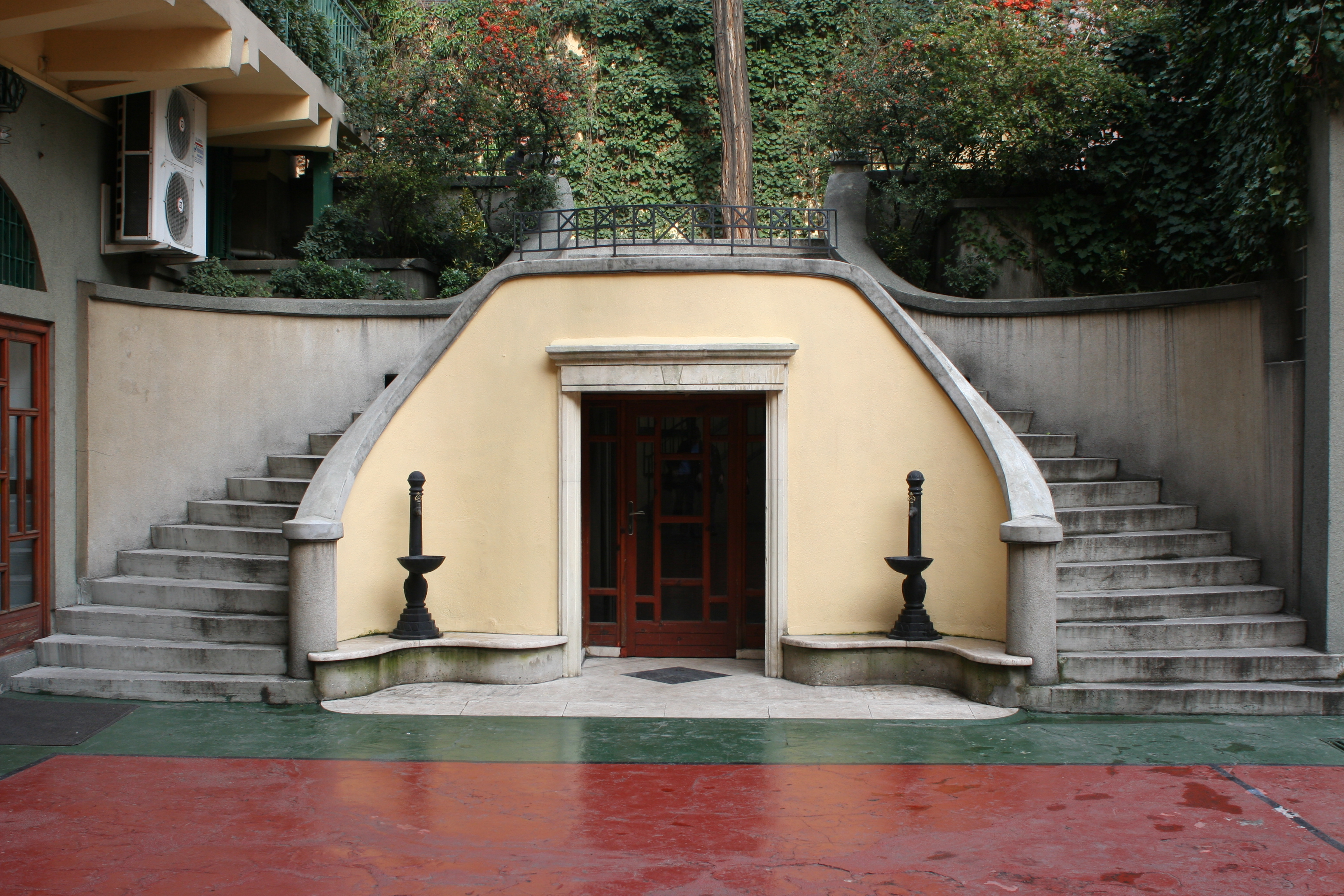
Die Verbindungsstiege zwischen den Höfen der ehemaligen Knaben- und Mädchenschule des St. Georgs-Kollegs. Die Stiege ist der Camondo-Stiege ganz in der Nähe der Schule nachempfunden.

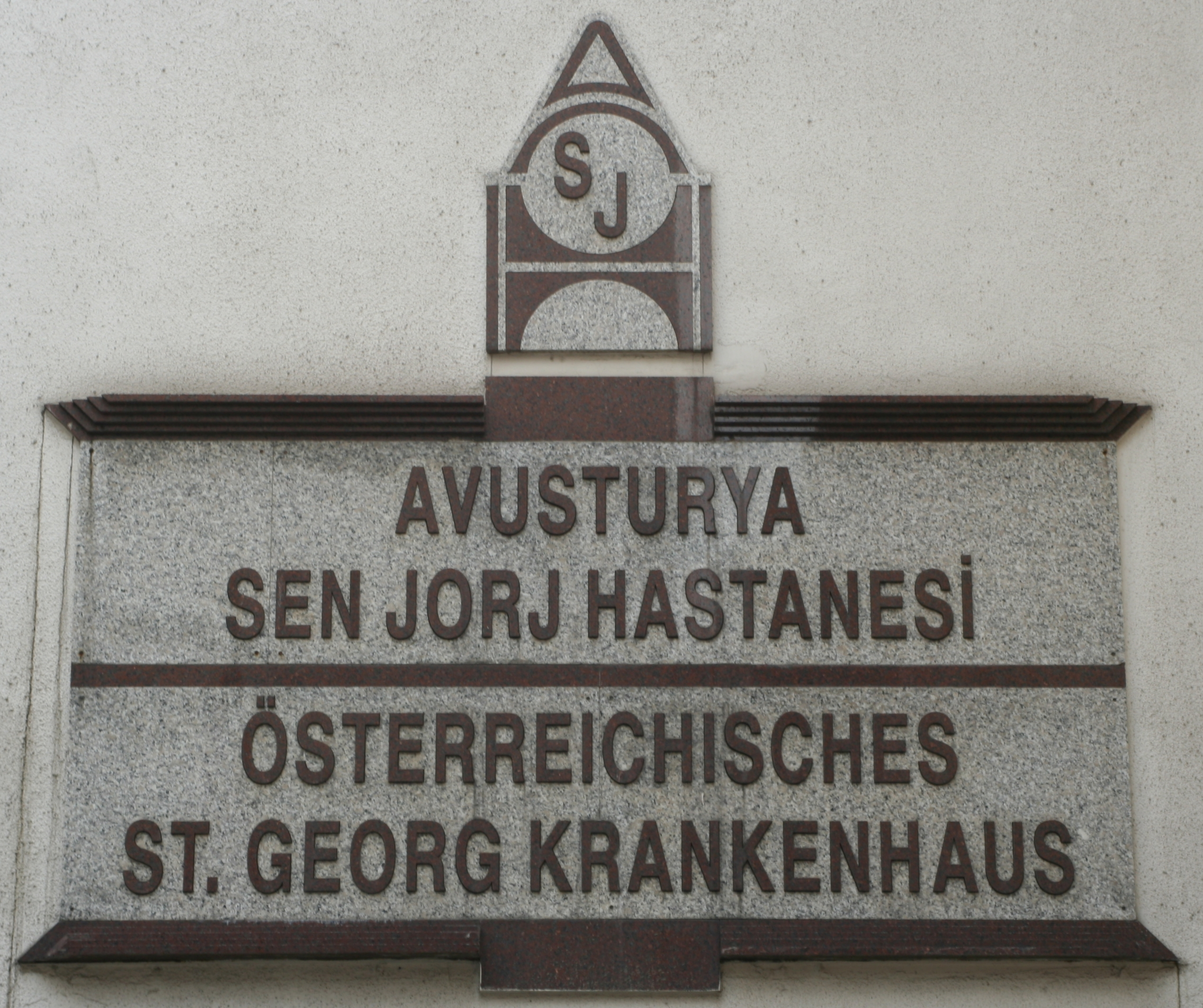
Schild des österreichischen Krankenhauses, direkt gegenüber der österreichischen Schule

Das St. Georgs-Kolleg (türkisch Sen Jorj Avusturya Lisesi ve Ticaret Okulu) ist eine österreichische Bildungseinrichtung in Istanbul in der Türkei. Das St. Georgs-Kolleg ist neben den Schulen in Guatemala-Stadt, Prag, Budapest, Shkodra, Santiago de Querétaro und Triesen die älteste österreichische Auslandsschule.

## Geschichte

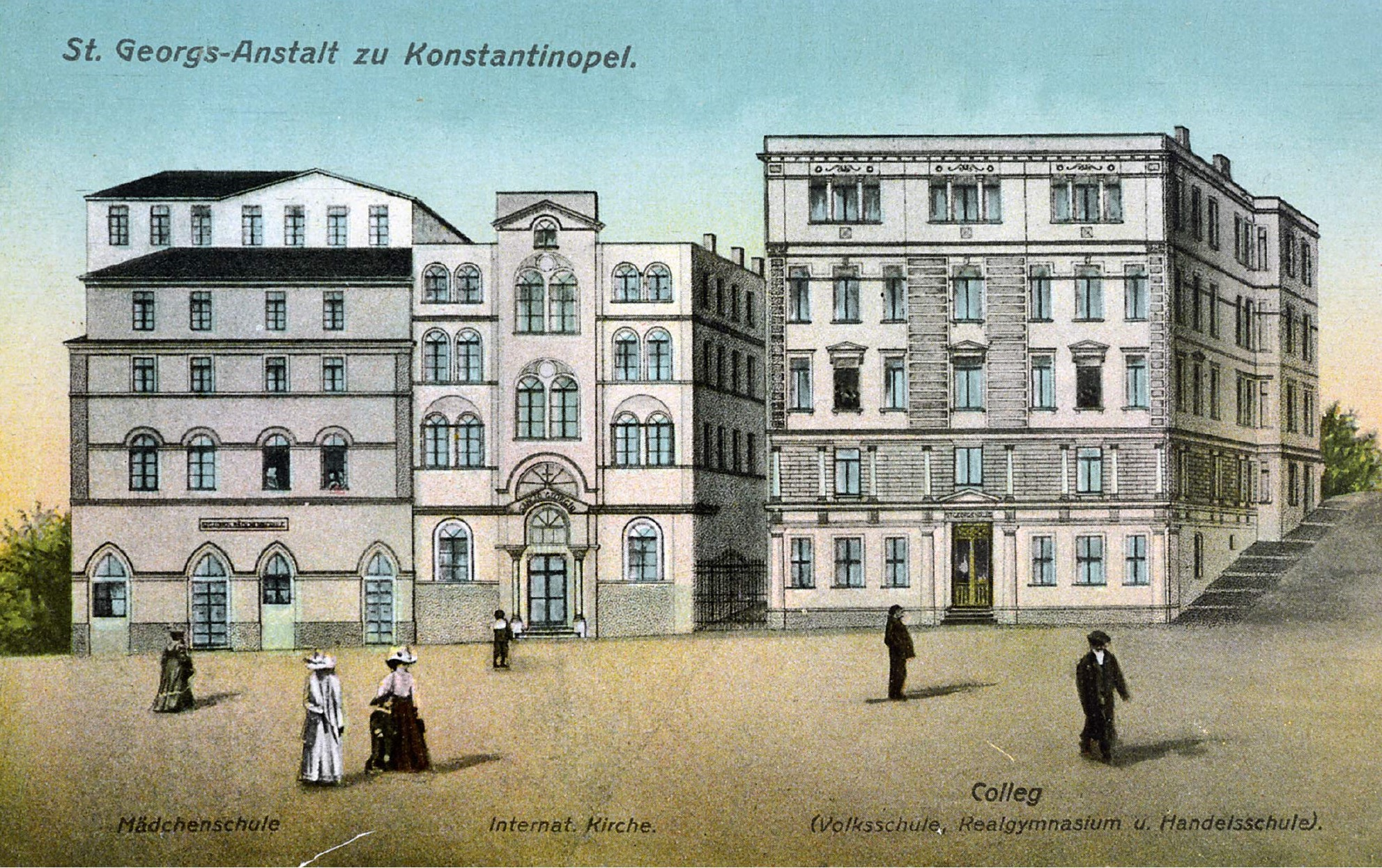
Postkarte von Kirche, Mädchenschule und Kolleg um 1900

Der aus Köln stammende Lazarist Conrad Stroever (1823–1891) wurde 1874 vom Generalsuperior zur Missionstätigkeit zugunsten katholischer Deutscher nach Istanbul entsandt. 1882 zum Superior des Katholischen Werkes für Deutschsprachige in Istanbul für Deutsche und Angehörige Österreich-Ungarns ernannt, erwarb er von den Franziskanern der bosnischen Provinz Kirche und Kloster. Am 25. November 1882 kaufte er von Spendengeldern die Anstalt von St. Georg. 1889 wurde St. Georg von österreichischen Lazaristen (Graz) und Barmherzigen Schwestern vom hl. Vinzenz von Paul übernommen und als katholische Schule und Waisenhaus für deutschsprachige Kinder genutzt. Im Laufe der Jahre wuchs die Schule und wurde ausgebaut, sodass 1913 der erste Schüler seine Reifeprüfung ablegen konnte.
Kurz vor dem Ersten Weltkrieg wurde ein Teil der Schule für einen Neubau abgerissen. Da der Krieg den Neubau verhinderte, musste auf fremde Räumlichkeiten ausgewichen werden. Die Schüleranzahl stieg noch dazu stark, da alle französischen Schulen mit Kriegsbeginn schlossen.
Nach dem Ersten Weltkrieg wurden die Mitarbeiter der Schule auf Antrag des französischen Stadtkommandanten in Istanbul aus der Türkei ausgewiesen (1919) und die Schule blieb geschlossen bis zur Gründung der türkischen Republik (1923, siehe auch Geschichte der Türkei).
Durch den Anschluss Österreichs 1938 wurde das österreichische St. Georgs-Kolleg zum Deutschen St. Georgs-Kolleg. Als 1944 die Türkei die Beziehungen zum Deutschen Reich abbrach, wurde die Schule geschlossen. Die Lazaristen und Barmherzigen Schwestern wurden für eineinhalb Jahre in Yozgat, Kırşehir und Çorum interniert. Die Schule konnte erst 1947 wieder ihre Tätigkeit aufnehmen.
Im Zuge der großen türkischen Schulreform im Jahre 1998 (u. a. Einführung der 8-jährigen ununterbrochenen türkischen Grundschule) wurde das Lehrangebot auf vier Schulstufen gekürzt und umfasst nun somit nur noch die Hazırlık und die Lise 1-4.
Von 1951 bis 1983 war Ernest Raidl CM Direktor, von 1983 bis 2010 war Franz Kangler CM Direktor der Schule. Er war auch der Vertreter des Schulerhalters, der katholischen Ordensgemeinschaften der Lazaristen und früher auch die Barmherzigen Schwestern des Hl. Vinzenz von Paul. 2010 wurde ihm das Große Ehrenzeichen für Verdienste um die Republik Österreich (1952) verliehen.
Heute werden am St. Georgs-Kolleg rund 500 Schüler von knapp 60 österreichischen Subventionslehrern und türkischen Lehrern unterrichtet. Aufgrund der örtlichen gesetzlichen Bestimmungen erfolgen die Aufnahmeprüfungen an fremdsprachigen Schulen ausschließlich auf Türkisch, somit sind fast sämtliche Schüler türkische Staatsbürger. Sie lernen in der Vorbereitungsklasse (Hazırlık) Deutsch, danach besuchen sie die Oberstufenklassen Lise 9-12. Diese können sie sowohl mit Matura als auch mit einem türkischen Diplom abschließen. Mit Ausnahme des Faches Türkisch und der türkischen Kulturfächer (Geografie, Geschichte, Religion) werden alle Gegenstände in deutscher Sprache unterrichtet.
Der aktuelle Direktor der Schule ist seit 2020 Gernot Grabher.

## Lehrplan
Der Lehrplan ist eine Kombination aus dem österreichischen und dem türkischen Lehrplan, sodass für die Absolventen die Voraussetzungen sowohl für die türkische als auch die österreichische Hochschulreife gegeben sind. Die Schüler des St. Georgs-Kollegs lernen bis zu drei Fremdsprachen. Als erste Fremdsprache, gleichzeitig Unterrichtssprache, wird Deutsch und als zweite Fremdsprache Englisch gelehrt. Als dritte Fremdsprache können die Schüler Französisch wählen.

## Abschlusszeugnis
- türkisches Schulabschlusszeugnis (Lise Diploması)
- österreichisches Maturazeugnis: Seit dem Schuljahr 1995/96 können die Schüler des St. Georgs-Kollegs zu einer österreichischen Reifeprüfung antreten. Falls sie die Prüfung bestehen, erwerben sie neben dem türkischen Diplom ein österreichisches Reifezeugnis, mit dem sie an einer Universität in der EU studieren können.

## Bekannte Schüler
- Rutkay Aziz, Schauspieler
- Zeyno Baran, Politikwissenschaftlerin
- Enis Berberoğlu, Journalist und Politiker
- Cornelius Bischoff, Drehbuchautor und literarischer Übersetzer
- Ozan Ceyhun, Politiker und Diplomat
- Burak Elmas, ehemaliger Präsident des Sportvereins Galatasaray Istanbul
- Ediz Hun, Schauspieler
- Mustafa Koç, Geschäftsmann
- Alev Korun, Politikerin
- Petros Markaris, Schriftsteller
- İlber Ortaylı, Historiker
- Tezer Özlü, Schriftstellerin
- Niyazi Serdar Sarıçiftçi, Physiker
- Stefan Steiner, Politiker
- Oktay Tabasaran, Bauingenieur, Professor für Abfallwirtschaft
- Hilda Tellioglu, Informatikerin, Studiendekanin an der Technischen Universität Wien[10]
- Mesut Yılmaz, ehemaliger Ministerpräsident der Türkei

## Absolventen
Die Absolventen des St. Georgs-Kollegs treffen sich jedes Jahr im April beim sogenannten Strudeltag an der Schule in Istanbul. Ein zweiter Strudeltag findet jedes Jahr im Mai in Wien statt.

## Soziales Engagement
Rund um die Schule gibt es eine Reihe von sozialen Aktivitäten:
- sozial schwächer gestellte Schülern wird Schulgeldbefreiungen gewährt
- Einkünfte des Osterbazaars werden für karitative Zwecke verwendet
- Die Vinzenzkonferenz St. Georg kümmert sich seit ihrer Gründung am 8. Oktober 1991 um Bedürftige